# Грибна ікра

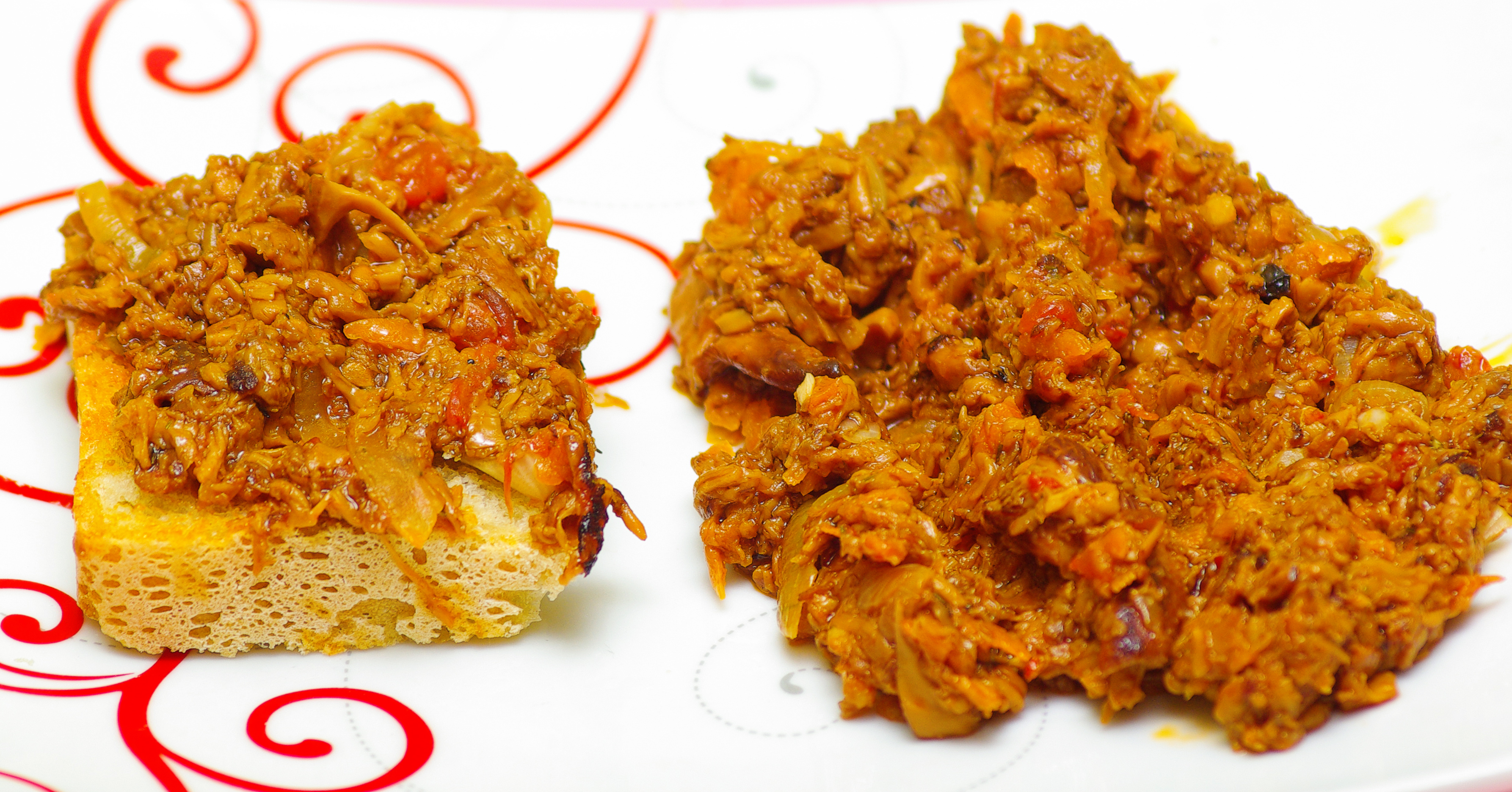
Грибна ікра з лисичок

Грибна ікра — холодна закуска, бутербродна паста з подрібнених грибів зі смаженою цибулею і прянощами. Також кулінарний напівфабрикат для приготування начинки для пирогів, фаршированих яєць, салатів та соусів для макаронних виробів. Страва української, білоруської та російської кухні, іноді називається «салатом із сухих грибів».

## Приготування
Для грибної ікри підходять будь-які види їстівних грибів. Грибну ікру готують із сушених або солоних грибів. Сушені гриби попередньо замочують і відварюють до готовності, солоні промивають. У базовому рецепті підготовлені сушені чи солоні гриби дрібно рубають або пропускають через м'ясорубку. Дрібно нарізану цибулю пасерують на олії, потім разом із нею обсмажують гриби. Грибну ікру, приготовану із суміші сушених та солоних грибів, називають «по-кубанськи». Грибну ікру як закуску заправляють товченим часником, сервірують у салатниках і прикрашають рубаною зеленню. У деяких рецептах крім цибулі пасерують моркву з часником, також додають круто яйце і заправляють ікру майонезом. Для надання однорідної консистенції готову грибну ікру іноді додатково обробляють у блендері.